# 小嶺出入口
小嶺出入口（こみねでいりぐち）は、福岡県北九州市八幡西区にある北九州高速道路4号線の出入口。九州道福岡方面からは初の一般道出口となる。
この区間は旧北九州直方道路だった区間であり、最高速度は80km/h規制となる。近隣には住宅が多く建っており、馬場山出入口側に千代ニュータウンBSがある。

## 接続する道路
- 国道200号
- 国道211号
- 福岡県道280号植木上上津役線

## 料金所

### 入口
- ブース数：3
  - ETC専用：1
  - 一般：1
  - 閉鎖中：1

## 周辺
- 三井ハイテック本社
- 小嶺シティボウル（ボウリング場）
- 業務スーパー千代店
- 福岡銀行小嶺支店
- モスバーガー小嶺店
- ファッションセンターしまむら小嶺店
- 西鉄バス北九州小嶺車庫
- ロイヤルホスト小嶺インター店
- 日本郵政八幡小嶺郵便局

## 隣
北九州高速4号線
(410,411) 黒崎出入口 - (412) 小嶺出入口 - 千代ニュータウンBS - (413) 馬場山出入口